# Brautfahrt der Marie-Antoinette

Erzherzogin Maria Antonia am Spinett, vermutlich 1769 kurz vor ihrer Hochzeit, nach Franz Xaver Wagenschön

Die Brautfahrt der Marie-Antoinette (ursprünglich Maria Antonia) von Österreich führte die zwei Tage zuvor per Stellvertreter verheiratete erst 14-jährige Tochter Kaiserin Maria Theresias ab dem 21. April 1770 von ihrem Geburtsort Wien nach Versailles, wo sie die Ehefrau des späteren französischen Königs Ludwig XVI. wurde. Der Zug bis Straßburg bestand aus 235 Personen, insgesamt 57 Wagen, die meist sechsspännig fuhren und 350 Zug- und Reitpferden. Inklusive mehrerer Ruhetage innerhalb der 17 Tagesstrecken dauerte die Reise von rund 1500 Kilometern 24 Tage, von denen 17 auf das Gebiet des Heiligen Römischen Reiches und sieben auf das französische Königreich entfielen.

## Bedeutung
Die Reise der Dauphine war ein gesellschaftliches Großereignis der Zeit und die letzte große Brautfahrt des 18. Jahrhunderts. Die Heirat (Tu felix Austria nube) zwischen der Erzherzogin Maria Antonia und dem Dauphin Ludwig Augustus krönte die seit Jahren betriebene Annäherung (Renversement des alliances) zwischen Österreich und Frankreich. Deshalb planten beide Fürstenhäuser die Brautfahrt zwischen Wien und Paris als eine öffentlichkeitswirksame, mehrwöchige Reise.
Sowohl in Österreich als auch in Frankreich wurde entlang der Reisestrecke ein enormer Aufwand getrieben. Das absolutistische Vermählungszeremoniell schloss die Bevölkerung außerhalb der Herrscherhöfe weitgehend aus; die lange Brautreise der Marie-Antoinette ermöglichte der Land- und Stadtbevölkerung eine Teilhabe an der bevorstehenden Vermählung. Entsprechend engagiert waren Stadt- und Landadel, Klerus, städtische Magistrate und Bürgerschaft der zu passierenden Territorien, dem Anlass angemessene Vorbereitungen zu treffen.
Im Vorfeld waren von den zu passierenden Städten, Gemeinden, Klöstern und Residenzen desolate Wege und Straßen erneuert, Lebensmittel in ausreichender Menge herbeigeschafft und Übernachtungsquartiere hergerichtet worden. Frische Zug- und Reitpferde mussten zur Verfügung gestellt werden, Hauswände wurden gestrichen und Ehrenpforten errichtet. Für den Aufwand mussten sich etliche Körperschaften verschulden.
Ähnlich aufwändig war die Hochzeitsfahrt der Großnichte Marie-Antoinettes Marie-Louise von Österreich als zweiter Gemahlin Napoleon Bonapartes. Sie wurde 1810 auch in Wien zunächst per Stellvertreter verheiratet und reiste anschließend ebenfalls nach Paris, wo in der Kapelle des Palais du Louvre die Trauung mit Napoleon stattfand.

## Ablauf
Die Verantwortung für Organisation und Durchführung der Fahrt war Fürst Georg Adam von Starhemberg, dem österreichischen Gesandten am französischen Hof, übertragen worden. Maria Antonia wurden von ihren Hofdamen Gräfin von Trauttmannsdorff, Gräfin Kolowrat, Gräfin von Windisch-Graetz und Gräfin von Paar begleitet. Der zukünftigen französischen Königin waren von dem nach Wien gereisten Sondergesandten des französischen Königs, Marquis de Durfort, zwei prächtige, vom Kutschenmacher Francien in Paris nach Plänen des Duc de Choiseul gefertigte Reisekarossen mitgebracht worden. Die Wagen hatten vergrößerte Fenster, waren mit goldbesticktem Samt ausgeschlagen, prächtig verziert und aufwendig gefedert.
Während der Fahrt wurden Maria Antonia Feierlichkeiten (Empfänge, Theatervorführungen, Musikdarbietungen, Feuerwerke und Umzüge) in mehreren besuchten Städten zuteil. Sie erhielt und gab wertvolle Geschenke.

### 21.–25. April: durch das heutige Österreich
Die Reise begann am Samstag, dem 21. April 1770, um 10 Uhr an der Wiener Hofburg. In Wien führte der Weg des Zuges laut Bericht im Wienerischen Diarium über Michaelerplatz, Kohlmarkt, Graben, Stock im Eisen und Kärntnerstraße, durch das Kärntnertor neben dem Glacis und weiter durch Laimgrube und Mariahilf. Die Straßen waren gesäumt von der Bürgerschaft sowie der Wiener Garnison.
Im Stift Melk, der ersten Übernachtungsstation, traf Maria Antonia ihren Bruder, den Kaiser Joseph II., der bereits vor ihrer Abreise aus Wien nach dort aufgebrochen war. Es wurde das Singspiel Rebecka, die Braut Isaaks von Klosterbewohner und Haydn-Schüler Robert Kimmerling aufgeführt, der noch Jahre später von Joseph II. dafür gelobt worden sein soll. Joseph kehrte am nächsten Tag nach Wien zurück, während sich der Brautzug über Kemmelbach auf den Weg nach Enns begab. Maria Antonia schlief in Schloss Ennsegg; die meisten Mitglieder der Reisegesellschaft in Ennser Bürgerhäusern. Für Maria Antonia wurde ein Festspiel mit Ballett veranstaltet.
Von Enns ging es am 23. April über Kleinmünchen und Wels nach Lambach. Um die bisherige Distanz von 4½ Pferdewechselstationen (Posten) zwischen Enns und Lambach zu verkürzen und den Zwickel zwischen Wiener und Salzburger Poststraße zu überbrücken, war im Vorfeld der Reise eine direkte Verbindungsstraße zwischen den Orten Ebelsberg und Wegscheid gebaut worden, die heute beide zu Linz gehören. Nachdem die Straße fälschlicherweise ab 1929 als Dauphinstraße bezeichnet worden war, wurde ihr Name 1954 in Dauphinestraße korrigiert.
Im Lambacher Stiftstheater, das Abt Amandus Schickmayr im Jahr 1770 durch Johann Wenzel Turetschek hatte renovieren lassen, wurde für Maria das Stück Der kurzweilige Hochzeitsvertrag aufgeführt. Maurus Lindemayr hatte es für diesen Anlass geschrieben. Auf geschmückten Traun-Schiffen wurde zudem ein Wasserfest mit Fackeltanz gefeiert.
Nach einem Pferdewechsel an Josef Ignaz von Poths Thurn und Taxis'scher Reichspost-Station Altheim, führte die Reise am nächsten Tag nach Braunau am Inn. Über die dortigen Festivitäten am 24. April gibt es spätestens seit dem Stadtbrand von 1874 jedoch keine detaillierten Aufzeichnungen mehr.
Nach einer weiteren Übernachtung in Altötting begann die, mit sechs Posten und zehn Stunden Fahrzeit, längste Etappe der Fahrt.

### 26.–28. April: durch Bayern und Schwaben
Diese Etappe führte nach München, wo auf Wunsch von Kurfürst Maximilian III. Joseph, ihrem Cousin mütterlicherseits, ein Rasttag eingeplant worden war. Die beiden Nächte verbrachte Maria Antonia in der ihr als Unterkunft zugedachten Amalienburg. Anlässlich des Besuchs wurde die Oper Léroe cinese von Pietro Pompeo Sales aufgeführt.
Auf der Fahrt nach Augsburg am Sonntag, den 28. April, hellte sich das Wetter auf, nachdem bis dahin die gesamte Reise von Schlechtwetter begleitet war. Beim Einzug in die Stadt schien die Sonne. Nachdem sie vom Rat der Stadt ein goldenes Reise-Service erhalten und Abgesandte des Schwäbischen Reichskreises Maria Antonia ihre Aufwartung gemacht hatten, aß sie mit Fürstbischof Clemens Wenzeslaus in dessen Bischöflichem Palais, wo sie später auch nächtigen sollte. Anschließend besuchte sie die Kayserlich Franciscische Akademie der freien Künste und Wissenschaften, wo ihr die Ehrenmitgliedschaft verliehen wurde, sowie das Silbermagazin von Wilhelm Michael von Rauner (1665–1735) – das Rauner'sche Silbergewölbe. Sie sah eine Aufführung von Charles-Simon Favarts Die drei Sultaninnen im Jesuitentheater. Auf Einladung des Bankiers Benedikt Adam Liebert fand anlässlich der Einweihung von dessen kurz zuvor fertiggestelltem Schaezlerpalais ein Ball für Maria Antonia statt. An der Wertachbrücke wurde der weiterreisende Tross vom Burgauischen Jägercorps begrüßt und dann begleitet.

### 29. April – 6. Mai: durch Vorderösterreich

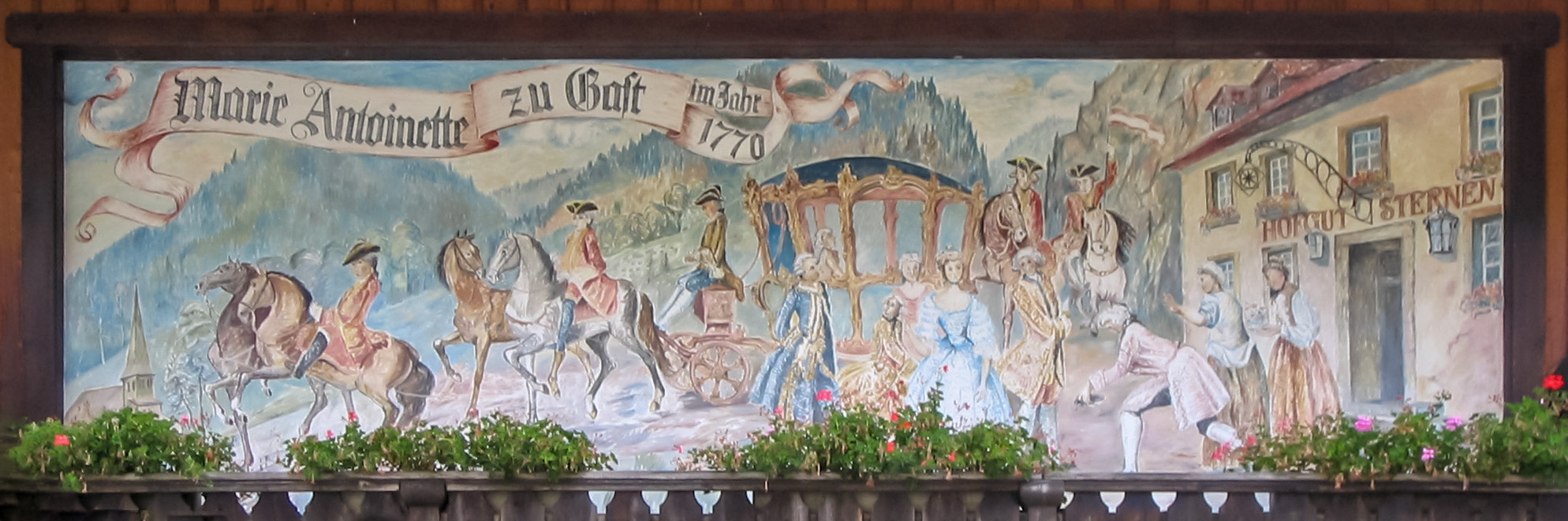
Halt des Brautzugs am Hofgut Sternen, Wandgemälde am Hofgut Sternen im Höllental bei Freiburg

In der zweiten Auflage des Buches Geographisches Statistisch-Topographisches Lexikon von Schwaben, erschienen im Jahre 1800 in Ulm, wird die um 1770 von Ulm nach Freiburg angelegte Chaussée als Dauphine-Straße bezeichnet. Das Teilstück von Kehl nach Lahr ist in der Chronik über Straßenbau und Straßenverkehr in dem Großherzogthum Baden beschrieben.
- 29. April: Übernachtung in Günzburg, angeblich im heutigen „Goldenen Löwen“. In Günzburg wurde sie von Herzogin Anna Charlotte von Lothringen bereits erwartet. Nach einem Essen wurde abends das Komödienhaus mit Aufführung einer Opera buffa besucht.[28]
- 30. April: Ruhetag in Günzburg, aber mit Besuch der Wallfahrtskirche Maria Königinbild in Limbach zwischen Günzburg und Burgau mit Lesung/Abhaltung einer Messe, die der Reichsprälat des Klosters Wettenhausen hielt.[29] In Günzburg wurden die Schätze des Münzhauses bestaunt, wo goldene Medaillen mit Maria Antonias Porträt geprägt wurden. Abends wurde eine Komödie aufgeführt. Für das Volk wurden allerlei Köstlichkeiten aufgefahren: Wagen mit Wein, Bier und Brot gefüllt und einen ganzen gebratenen Ochsen am Spieß. Zudem ließ man Geld auswerfen.[30]
- 1. Mai: Erwartung von Maria Antonia morgens um 9 Uhr in Ulm, über Leipheim und Oberfahlheim kommend, von 80 Kanonenschüssen begrüßt und angekündigt. Am Hotel „Goldenes Rad“ am Münsterplatz wurde gehalten, wo Maria Antonia eine heiße Schokolade zu trinken und von der Stadt Ulm u. a. als Hochzeitsgeschenk ein Kaffee-Service im Wert von 6.000 Gulden erhielt. Nach einem nur halbstündigen Aufenthalt in der Donaustadt ging die Fahrt über den Galgenberg, ebenfalls von Kanonendonner begleitet, zur Stadt hinaus Richtung Oberdischingen.[31]
- 1. Mai: Durchfahrt von Erbach[32] und Oberdischingen. In Letzterem ließ Franz Ludwig Graf Schenk von Castell anlässlich des Brautzugs eine 600 Meter lange Kastanienallee (heute Kastanienallee genannt) anlegen.[33]
- 1. Mai: Übernachtung im Kloster Obermarchtal. Dort wurde der südöstliche Pavillon des Klosters als Logis für Maria Antonia errichtet.[34] Der dort lebende Prämonstratenser Sebastian Sailer hatte zu ihren Ehren die Huldigungskantate Beste Gesinnung Schwäbischer Herzen geschrieben und komponiert. Sie spendete ihr in Paris getragenes Brautkleid ans Kloster Obermarchtal, wo es zu Priestergewändern umgearbeitet wurde (heute im örtlichen Museum ausgestellt).[35]
- Die Straße zwischen Ulm und Riedlingen wurde 1770 anlässlich der Brautreise zur Chaussee ausgebaut.
- Bei Riedlingen wurde eine als Dauphinestraße bezeichnete Umgehungsstraße gebaut.
- 1769/1770 wurde in Unlingen eine Dauphinestraße angelegt.[36]
- 2. Mai: Imbiss in Krauchenwies.[37]
- 2. Mai: über Mengen und Zoznegg, die Besetze und die heutige Meßkircher Straße zur Übernachtung im „Weißen Kreuz“ in Stockach.[38]
- 3. Mai: Weiterreise über Nenzingen, Eigeltingen, Aach, Engen und Geisingen.
- 3. Mai: Übernachtung in Donaueschingen im Schloss Donaueschingen.[39] Der Aufenthalt dort schien eher spontan erfolgt zu sein, da die dortigen Straßen nach Erhalt der Information „aufs schleunigste hergestellt“ wurden. Von Stockach nach Donaueschingen wurde der Tross von Joseph Maria von Laßberg und Carl Fidelis Stanislaus von Neuenstein begleitet. Im Schloss wurde Maria Antonia vom regierenden Fürsten Joseph Wenzel und seiner Frau Maria Josepha begrüßt. Nach dem Mittagsmahl gab es Musik mit Musikern der fürstlichen Hofkapelle; abends um 9 Uhr zog sich Maria Antonia in das für sie bereitgestellte Gemach zurück.
- 4. Mai: Morgens um 7 Uhr wurde im Zimmer von Maria Antonia eine Messe gelesen. Nachdem sie die Fürstin Maria Josepha mit einem mit Brillanten besetzten Porträt beschenkt hatte,[40] ging die Reise weiter über Unadingen nach Hinterzarten, Einkehr im „Weißen Rössle“.

Die Straße durch das Höllental (heute: Teil des Bundesstraße 31) soll nach mehreren Quellen eigens für die Durchfahrt des Wagenzuges ausgebaut worden sein. Jedoch handelte es sich bei diesem Ausbau lediglich um Verbesserungen an der Felsschlucht beim Hirschsprung sowie um einige Schönheitsreparaturen, die zwischen 1769 und 1770 stattfanden. Der Teil zwischen der Gemarkungsgrenze von Hinterzarten und Hüfingen war beispielsweise bereits ab 1751 modernisiert worden.

#### Freiburg im Breisgau

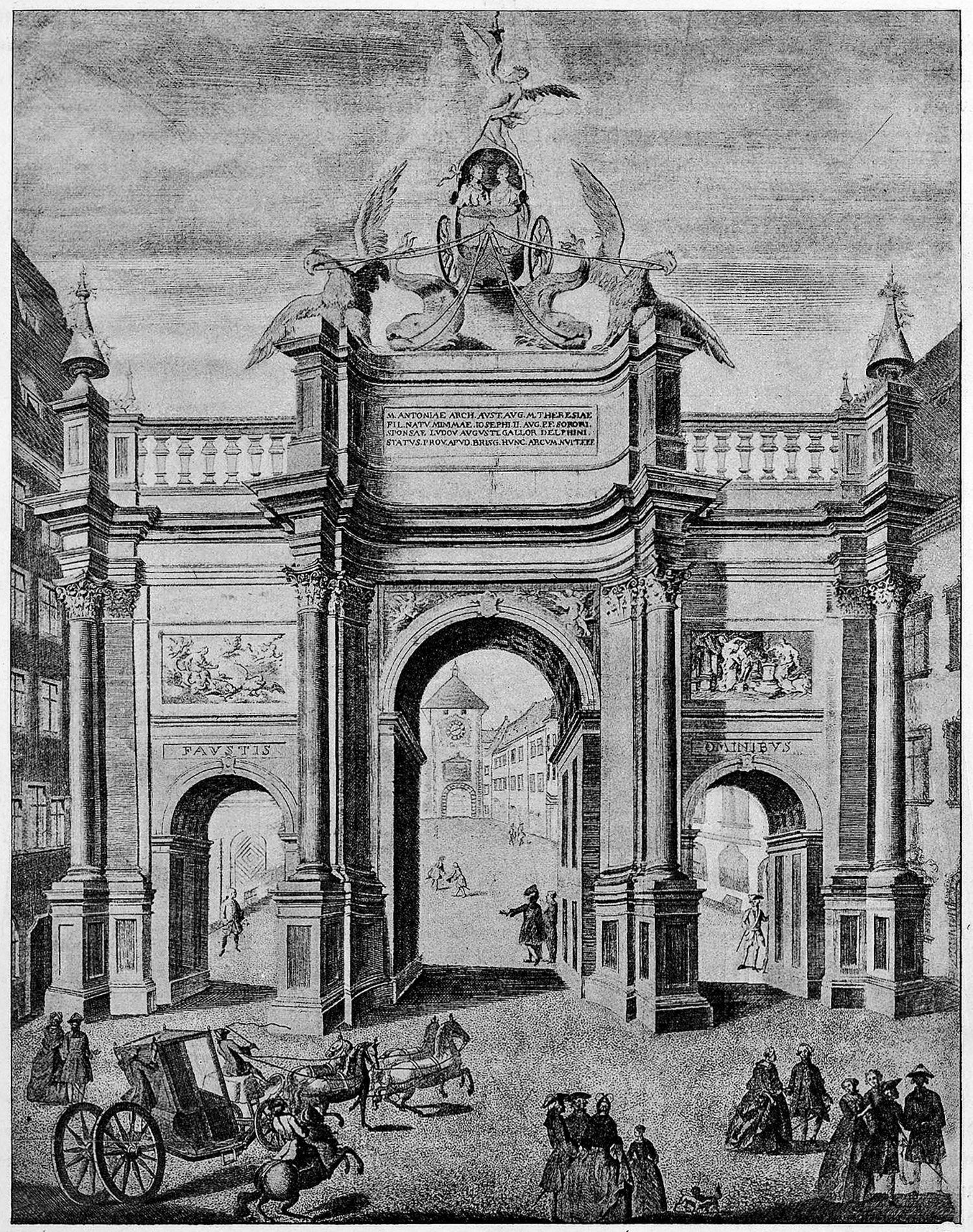
Die Landständische Ehrenpforte wurde aus Anlass des Brautzugs in Freiburg aufgebaut. Sie war eine von drei Ehrenpforten in der „Großen Gass“ (heute Kaiser-Joseph-Straße), ungefähr auf Höhe des Bertoldbrunnens.

- 4. Mai: Die Dauphine fuhr über das Breisacher Tor in die Stadt ein.[2] und übernachtete im Kageneck’schen Haus in Freiburg (Ankunft am Nachmittag).[42] Im Jesuiten-Kollegium hatte man ein von Giuseppe Quaglio entworfenes Theater errichtet, in dem abends Die Jagdlust Heinrich des IV. von Charles Collé mit einem Ballett von Ballettmeister Giuseppe Fabiani unter Leitung des kurpfälzisch-mannheimischen Konzertmeisters Duesky aufgeführt wurde.[43] Für die Organisation vor Ort war Carl von Ulm zu Erbach als vorderösterreichischer Regierungspräsident verantwortlich. Weil die Feierlichkeiten mit 200.000 Gulden dort zu viel kosteten, erhielt er von Kaiserin Maria Theresia eine Rüge.
- 5. Mai: Vormittags führte die Fassbinderzunft einen Tanz auf. Bei der Mittagstafel war Markgraf Karl Friedrich von Baden-Durlach mit seiner Frau Karoline Luise zugegen.[44] Festgottesdienst im Freiburger Münster (silberne Ewiglichtampel in Abendmahlkapelle des Münsters aus Wallfahrtskirche Maria Königinbild in Limbach bei Günzburg).
- In Freiburg wurde während des Besuchs Marie-Antoinette die Salzstraße kurzzeitig in Dauphinegasse umbenannt.[45] Die Dreisam- und Schreiberstraße wurde nördlich der Dreisam angelegt, da die Salzstraße zu eng war. Es wurde auch umfangreich renoviert. Die Hauptgassen wurden neu gepflastert, die Häuser wurden geweißelt, anstelle der Drachenköpfen an den Dachrinnen wurden Rohre bis zur Erde angebracht. Hinzu kam die durchgehende Nummerierung anstelle der Häusernamen.[46] In Freiburg wurden drei Ehrenpforten aus Holz und Stuck errichtet; sie existieren heute nicht mehr:[47]
  - Die Ehrenpforte der breisgauischen Landstände an der Kaiserstraße gestaltete Johann Christian Wenzinger in Anspielung auf den römischen Konstantinsbogen. Sie wurde vom Kupferstecher Peter Mayer in drei Stichen festgehalten.
  - Die dreitorige Ehrenpforte des Magistrats der Stadt Freiburg am damaligen Christoffelstor wurde von Franz Joseph Rösch entworfen und von Johann Baptist Haas gestochen.
  - Die Ehrenpforte der Freiburger Universität vor dem Hauptgebäude der Universität am Franziskanerplatz entwarf der Architekt Harscher im Rokokostil. Sie wurde ebenfalls von Peter Mayer gezeichnet und gestochen.

Freiburg im Breisgau, das in der Vergangenheit besonders unter den Auseinandersetzungen zwischen Österreich und Frankreich gelitten hatte, feierte die Verbindung der beiden Herrscherhäuser ausgiebig. Hier wurde während des Aufenthaltes der Braut sogar die Spitze des Freiburger Münsters mit einem „chimischem Feuer“ illuminiert. Dazu waren auf dem Turm Tausende von Tonschälchen, in die eine Brennpaste gefüllt war, aufgestellt worden. Zudem wurden die Osterferien der Freiburger Universität verlängert und das Patronatsfest der Theologen verlegt.

#### Letzter Tag als Maria Antonia
- 6. Mai: Besuch im Gasthaus „Krone-Post“ in Emmendingen, Weiterreise über Kenzingen.
- 6. Mai: Durchfahrt durch Herbolzheim.[51]
- 6. Mai: gegen 2 Uhr Nachmittags Ankunft unter Kirchengeläut und Kanonendonner im Kloster Schuttern.[52][53][54] Begrüßung im großen Audienzsaal. Anschließend öffentliche Einnahme des Mittagsmahls mit musikalischer Begleitung durch das markgräflich-baden-badische Hoforchester. Um 9 Uhr abends fulminantes Feuerwerk im Klosterhof und -garten. Höhepunkt war die Illuminierung eines 45 Schuh großen Kaiserlichen Adlers auf einer aus acht Säulen bestehenden Ehrenpforte. Nachfolgend ging es zur Nachttafel und danach zu Bette.
- 7. Mai: um 7 Uhr morgens Teilnahme an der heiligen Messe in der Hauskapelle, anschließend Einnahme des Frühstücks und dann Weiterfahrt unter abermaligem Kirchengeläut und Kanonendonner.
- Die Marie-Antoinette-Brücke zwischen Schuttern und Schutterzell ist nach der französischen Königin benannt, deren Brautzug hier die Schutter überquerte; vermutlich wurde sie zu diesem Zweck gebaut.[55]

### 7. Mai: Übergabe an Frankreich
Am 7. Mai übergab Starhemberg die Braut auf einer unbewohnten Rheininsel vor Straßburg in einem extra errichteten Pavillon mit mehreren Räumen. Diese waren prächtig ausgestattet und mit Wandteppichen geschmückt. Eine dieser Tapisserien zeigte die Vermählung des mythischen Paares Jason und Medea. Als der junge Johann Wolfgang von Goethe den Ort besichtigte, zürnte er: „Ist es erlaubt, einer jungen Königin das Beispiel der grässlichsten Hochzeit, die vielleicht jemals vollzogen worden, bei dem ersten Schritt in ihr Land so unbesonnen vors Auge zu bringen?“

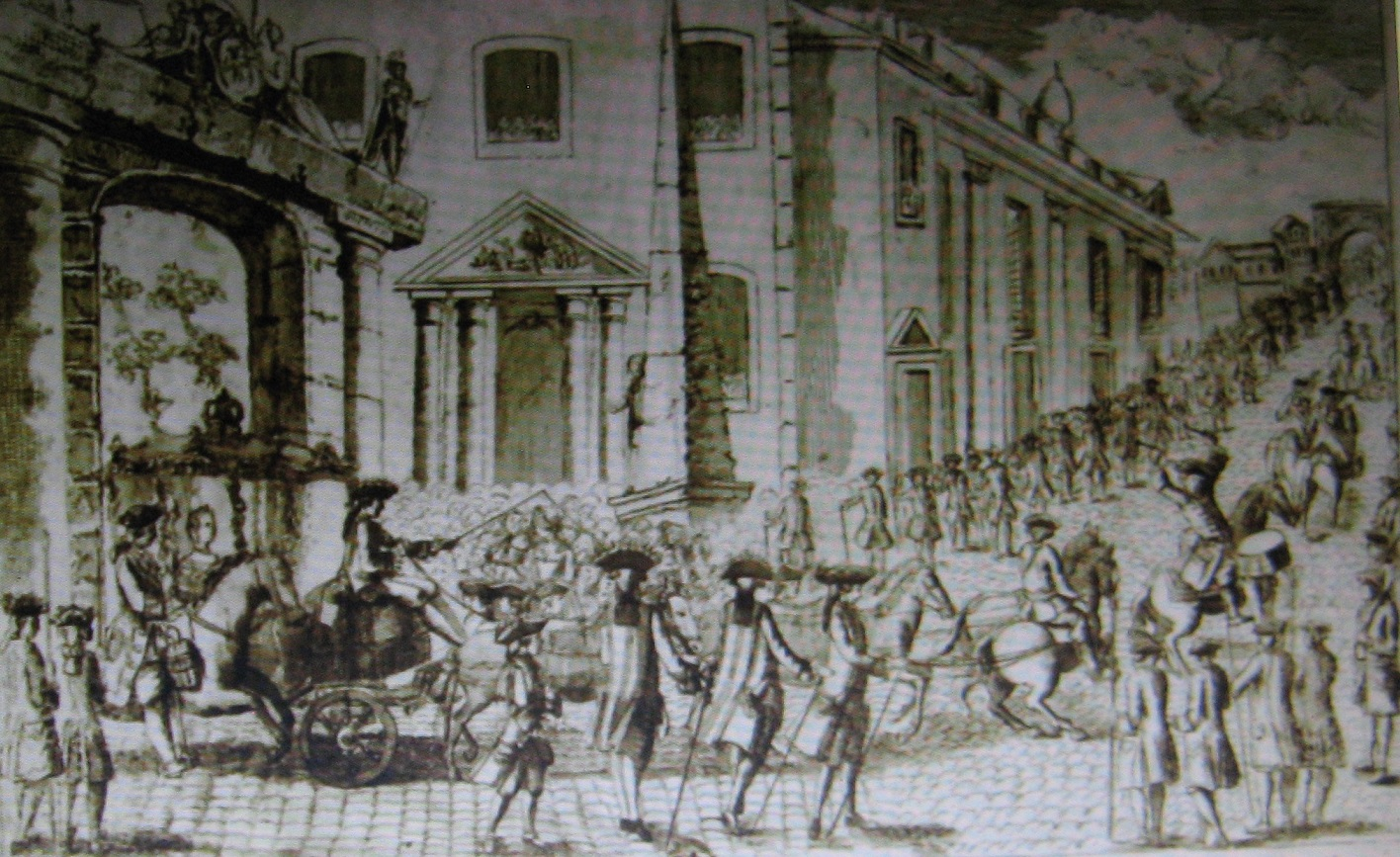
Ankunft in Straßburg (zeitgenössischer Stich)

In Straßburg verfolgte Johann Wolfgang Goethe den Brautzug:

„Eine merkwürdige Staatsbegebenheit setzte alles in Bewegung und verschaffte uns eine ziemliche Reihe Feiertage. Marie Antoinette, Erzherzogin von Österreich, Königin von Frankreich, sollte auf ihrem Weg nach Paris über Straßburg gehen... Der schönen und vornehmen, so heitren als imposanten Miene dieser jungen Dame erinnere ich mich noch recht wohl. Sie schien, in ihrem Glaswagen uns allen vollkommen sichtbar, mit ihren Begleiterinnen in vertraulicher Unterhaltung über die Menge, die ihrem Zug entgegenströmte, zu scherzen. Abends zogen wir durch die Straßen, um die verschiedenen illuminierten Gebäude, besonders aber den brennenden Gipfel des Münsters zu sehen, an dem wir sowohl in der Nähe als in der Ferne unsere Augen nicht genugsam weiden konnten.“

Marie-Antoinette verabschiedete ihr Wiener Gefolge und legte ihre Kleider im österreichischen Ostteil des Pavillons ab, bevor ihre neue Hofdame Anne-Claude-Louise d’Arpajon, Gräfin von Noailles, sie nackt in den französischen Westteil geleitete und dort neu einkleidete. So wurde aus der Erzherzogin Maria Antonia auch äußerlich die Dauphine Marie-Antoinette. Dem Niemandsland zwischen den zwei Reichen kam als Ort des symbolischen Grenzübertritts und dem damit verbundenen Übergang der Braut von einer Familie in die andere im damaligen Verständnis eine große Bedeutung zu. Nach der Einkleidung wurden Marie-Antoinette ihr Ehrenkavalier, der Comte de Saulx-Tavannes, und weitere Mitglieder des angereisten französischen Hofstaates vorgestellt. Die komplette Trennung von ihren bisherigen Bediensteten diente ebenso wie die Neueinkleidung dem radikalen Bruch mit der früheren Heimat, so dass von der Dauphine in Folge so gut wie kein kultureller Einfluss auf die neue Umgebung ausgehen konnte.

### 7.–16. Mai: durch Frankreich nach Versailles
Die Weiterfahrt verantwortete Philippe de Noailles, duc de Mouchy, der Bevollmächtigte des französischen Königs und Ehemann der neuen Hofdame. Am 14. Mai 1770 erreichte der Brautzug Compiègne, wo Ludwig XV., drei seiner Töchter und der Dauphin die anreisende Marie-Antoinette an einer Brücke in der Nähe des Schlosses erwarteten; Braut und Bräutigam trafen sich hier zum ersten Mal. Die Braut fiel vor dem König auf die Knie, der Bräutigam küsste sie auf die Wange und notierte später knapp in sein Tagebuch: „Treffen mit Madame la Dauphine.“ Im Schloss Compiègne wurde am Abend Marie-Antoinette die königliche Verwandtschaft vorgestellt. Nach weiteren, gemeinsamen Stationen wurde Versailles am 16. Mai erreicht.

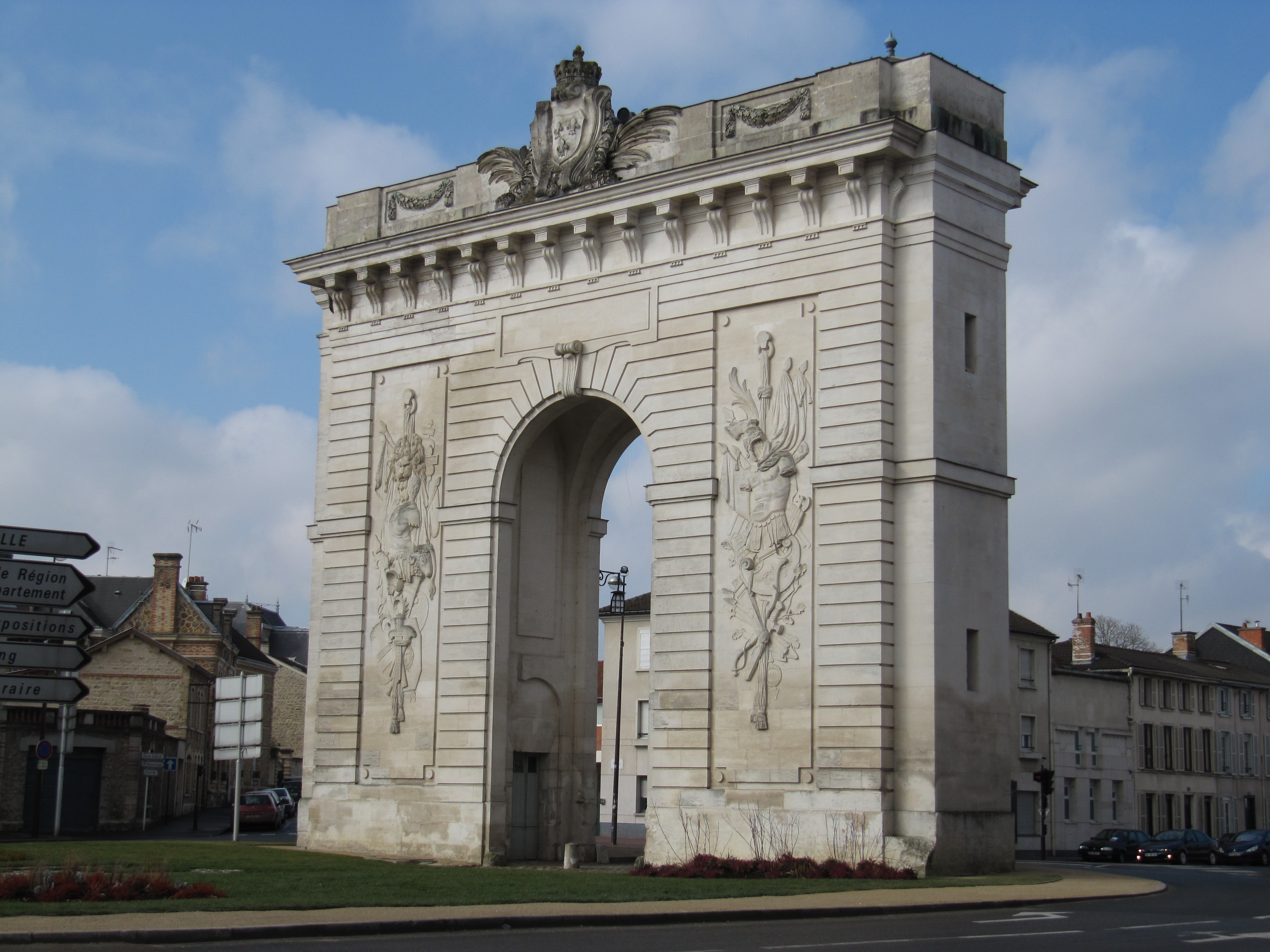
Porte Sainte-Croix in Châlons-sur-Marne

- 7. Mai: Übergabe der Braut auf einer unbewohnten Rheininsel inmitten der Langen Brücke vor Straßburg;[57][61] dort Neueinkleidung in einem Pavillon.
- 7. Mai: Über Kehl[62] reist man weiter zum Empfang am Straßburger Münster durch Louis de Rohan, Ball von Marschall von Contades. Die Braut wurde unter dreimaligem Abfeuern der Geschütze von den Wällen begrüßt. In der Stadt ging es durch einen eigens aufgestellten Triumphbogen hindurch, für dessen Platz am Metzgertor im Winter 1769 über ein Turm abgetragen wurde. Nach dem Mittagsmahl boten auch hier die Fassbinder einen Tanz, der ein Fest des Bacchus darstellte. Danach/abends wurde das Komödienhaus/Theater besucht. Verlassen wurde die Stadt durch das Tor, das nach Saverne führte. Eine dreimalige Abfeuerung der Kanonen verkündete auch die Abreise.[63]
- 8. Mai: Messe im Straßburger Münster, Konzert im bischöflichen Palais Rohan.
- 8. Mai: Übernachtung in Saverne. Nach ihrer Ankunft in Saverne gab es für Marie-Antoinette einen Ball mit Feuerwerk im Garten gegenüber des Château des Rohan. Anschließend war Souper mit illuminiertem Schloss. Offenbar wurde sie doch noch bis dorthin von ihrem österreichischen Hofgefolge begleitet.[64]
- 9. Mai: über Lunéville nach Nancy, Eintreffen abends um 9 Uhr. Étienne-François de Choiseul, Duc de Stainville, war ihr bis Blâmont entgegengefahren; verschiedene Regimenter standen am Nikolaus-Tor in Nancy bis in die Stadt hinein Spalier. Auch in Nancy hatte man zwei Triumphbögen errichtet, die von 80.000 Lampen beleuchtet gewesen sein sollen. Dort Übernachtung im Hotel der Regierung.[65]
- 10. Mai: Abfahrt von Nancy nachmittags 2 Uhr über Commercy nach Bar-le-Duc, Übernachtung in Bar.
- 11. Mai: Übernachtung in Châlons-sur-Marne. Dort wurde anlässlich des Einzugs in die Stadt die Porte Sainte-Croix errichtet, ein noch heute existierender Triumphbogen des Architekten Nicolas Durand.[66][67]
- 12. Mai: über Reims nach Soissons.
- 13. Mai: Abendmahl in bischöflicher Kapelle, Geschenke, Te Deum in der Kathedrale von Soissons.
- 14. Mai Schloss Compiègne: Treffen mit königlicher Familie. König Ludwig XV. war Marie-Antoinette bis zur damals sog. Bern-Brücke im Wald von Compiègne entgegengefahren: „Als die Dauphine den König ersah, stieg sie aus ihrer Kutsche, und eilte dem König entgegen (welcher auch ausgestiegen war) und umfieng seine Knie, allein der König hob dieselbe sogleich von dieser Stellung empor, küßte sie sehr zärtlich, und stellte Hochderselben den Dauphin vor, welcher dieselbe zärtlich und lebhaft zugleich umfaßte. Der Graf von Saulet Lavanes, der Dauphine ernannter Chevalier d'Honneur, und der Graf von Tesse, Hochderselben erster Stallmeister, gaben ihr die Hand als sie aus der Kutsche sich nach dem König begab. Nach diesem stieg der König wieder in die Kutsche um sich nach Compiegne zu begeben, die Dauphine saß neben dem König auf dem Vorsitz, und der Dauphin setzte sich in den Schlag neben die Dauphine. Die Gräfin von Noailles stieg auch in die Königl. Kutsche. Bey der Ankunft zu Compiegne wurde die Dauphine von dem König und dem Dauphin an der Hand in das Ihro zugerüstete Zimmer geleitet, allwo die Prinzen und Prinzeßinnen vom Geblüt Hochderoselben durch den König selbst vorgestellt wurden. Als sich der König nach seinem Zimmer zurück begeben hatte, wurden der Dauphine alle die Herren vorgestellt, welche den König nach Compiegne begleitet hatten.“[68]
- 15. Mai: Weiterfahrt nach Saint-Denis, Treffen mit Louise-Marie de Bourbon, Tante ihres Bräutigams, im Karmelitinnenkloster.
- 15. Mai: Ankunft im Schloss La Muette, abends gegen 7 Uhr. Dort empfing Marie-Antoinette Schmuck, den ihr Ludwig schenkte.
- 16. Mai: Treffen mit den jüngeren Schwestern des Bräutigams, Marie Clothilde und Élisabeth in Saint-Cloud.
- 16. Mai: Verspätete Ankunft in Versailles, wohl verursacht durch „die großen Ueberschwemmungen und die sehr üblen Wege“. Trauungszeremonie in der dortigen Hofkapelle. Bei den daran anschließenden Festivitäten sollen 30.000 Feuerwerksraketen gezündet worden sein.[69]

## Nachwirkung

### Verfilmung/Hörspiel
- Bayerischer Rundfunk und ORF Steiermark produzierten 1985 unter der Regie von Wolf Euba das Hörspiel Antoinette und Hias von Fritz Meingast. Das am 25. März 1985 erstmals gesendete 45-minütige Stück handelt von dem fiktiven Zusammentreffen der in Denzigen während ihrer Brautreise abgestiegenen Prinzessin und einer Räuberbande.[70]
- Am 30. Oktober 1996 sendete Südwest 3 das 30-minütige historische Dokumentarspiel Brautfahrt: Die Brautfahrt der Marie-Antoinette von Peter Renz, aus der Reihe: Landesgeschichte(n) SDR.[71]
- Im US-amerikanischen Spielfilm Marie Antoinette von Sofia Coppola aus dem Jahr 2006 wird der Brautfahrt mit der Übergabe der Dauphine in französische Verantwortung auf der Rheininsel eine 10-minütige Sequenz gewidmet.

### Memorabilia
- Medaille, 1770, von A. Guillemard, Münzstätte Günzburg. Nachprägung 1982 in Feinsilber. Vorderseite: Bildnis von Maria Antonia mit Inschrift „Maria Antonia Galliae Delphina“, Rückseite: Ansicht des Schlosses der Stadt Günzburg mit Inschrift „Auspicato Occursu - Guntium XXIX Apri MDCCLXX“.

### Veranstaltungen
- In der Wanderausstellung „Vorderösterreich – nur die Schwanzfeder des Kaiseradlers? Das Haus Habsburg und die Vorlande“ (Rottenburg am Neckar, Schallaburg und Augustinermuseum in Freiburg) 1999/2000 wurde auch die Brautfahrt der Marie-Antoinette thematisiert. Veröffentlicht in: Volker Himmelein, Vernissage : die Zeitschrift zur Ausstellung.[72]
- Anlässlich der 1400-Jahrfeier der Gemeinde Schuttern wurde im Juli 2003 die Freilicht-Theateraufführung Marie Antoinette in Schuttern gegeben.
- Eine Ausstellung Tu felix austria nube. Marie Antoinettes Hochzeitszug durch Vorderösterreich 1770 fand vom 2. bis 30. November 2005 in Endingen am Kaiserstuhl statt.[73]
- Historienspiel in der Stadt Mengen im Jahr 2012.[74]

## Weiterführende Literatur
- Peter Mayer: Beschreibung der Feyrlichkeiten, welche bey Gelegenheit der Durchreise Ihrer Königlichen Hohheit der durchleuchtigsten Frau Dauphine, Marien Antonien, Erzherzoginn zu Oestreich, [et]c. von den Vorderöstreich-Breissgauischen Landständen veranstaltet worden, Johann Andreas Satron, Freiburg 1770 (Digitalisat auf archive.org).
- Gertrud Beck: Die Brautfahrt der Marie Antoinette durch die vorderösterreichischen Lande. In: Barock in Baden-Württemberg 2. Badisches Landesmuseum, Karlsruhe 1981, ISBN 3-923132-00-X, 318 f.
- Carmen Ziwes: Die Brautfahrt der Marie Antoinette 1770. Festlichkeiten, Zeremoniell und ständische Rahmenbedingungen am Beispiel der Stadt Freiburg. In: Aufklärung. 6, 1992.
- Vincent Cronin: Ludwig XVI. und Marie-Antoinette. Eine Biographie. Hildesheim 1993, ISBN 3-548-60591-5.
- Antonia Fraser: Marie Antoinette. The Journey, London 2001, ISBN 0-385-48949-8.
- Georg Heilingsetzer: Die Brautfahrt nach Versailles. Ein Reiseführer für die Kaisertochter Marie Antoinette (April 1770). In: H. Heppner, A. Kernbauer, N. Reisinger (Hrsg.): In der Vergangenheit viel Neues. Spuren aus dem 18. Jahrhundert ins Heute. Verlag Braumüller, 2004, ISBN 3-7003-1477-9, S. 225–228.
- Peter Kalchthaler: Erzherzogin Maria Antonia “Marie Antoinette” von Österreich, 1755–1793. In: Freiburger Biographien, 875 Jahre Freiburg. hrsg. Promo Verlag, Freiburg in Zusammenarbeit mit der Stadt Freiburg im Breisgau, 1995, S. 45–46.
- Angela Karasch: Wien – Freiburg – Paris : 1770 - Ein Hochzeitszug macht in Freiburg Station. Eine Ausstellung der Universitätsbibliothek. Freiburg 1999.
- Anna Kupferschmid: Marie Antoinettes Aufenthalt in Freiburg auf ihrer Brautfahrt von Wien nach Paris. In: Badische Heimat Freiburg und der Breisgau. Karlsruhe 1929, S. 83–92.
- Anna Kupferschmid: Festaufführung des Mannheimer Hofballetts in Freiburg i. Br. während des Aufenthalts der Dauphine Marie-Antoinette 4. u. 5. Mai 1770. In: Mannheimer Geschichtsblätter. 1929, S. 154–160.
- Anna Kupferschmid: Die letzte Nacht der Marie Antoinette auf deutschem Boden. In: Die Ortenau. 1935, Nr. 22, S. 49–64.
- Thusnelda von Langsdorff: Marie Antoinette in unserer Heimat. In: Badische Heimat. Heft 4, 1952, S. 248 (Digitalisat auf stegen-dreisamtal.de).